# Elm Park (stanice metra v Londýně)
Elm Park je stanice metra v Londýně, otevřená roku 1935. Autobusovou dopravu zajišťují linky 165, 252, 365 a 372. Stanice se nachází v přepravní zóně 5 a leží na lince:
- District Line mezi stanicemi Hornchurch a Dagenham East.

| Rok  | Počet cestujících |
| ---- | ----------------- |
| 2011 | 2,44 mil          |
| 2012 | 2,49 mil          |
| 2013 | 2,63 mil          |
| 2014 | 2,99 mil          |